# Marko Milivojević (muzyk)
Marko Milivojević – serbski muzyk rockowy, perkusista, syn muzyka jazzowego Radomira Milivojevicia. Zajmuje się również aranżacją utworów muzycznych i postprodukcyjną obróbką nagranego materiału.
Gra na perkusji i instrumentach klawiszowych w różnych zespołach muzycznych, najpierw jugosłowiańskich, potem serbskich, od 1988 r. Występował m.in. w składzie takich grup, jak: E-Play, Ekatarina Velika, Električni orgazam, Partibrejkers, U škripcu, Vlada Divljan Old Stars Band.
Ostatnio współpracował z Leną Kovačević nad jej debiutanckim albumem.

## Dyskografia
Muzykę Marko można usłyszeć na następujących albumach:
| Rok wydania | Zespół lub Artysta           | Album                        |  |
| ----------- | ---------------------------- | ---------------------------- |  |
| 1988        | Vlada Divljan                | Tajni Život A.P. Šandorova   |  |
| 1991        | Ekatarina Velika             | Dum dum                      |  |
| 1993        | Baal (8)                     | Između Božanstva I Ništavila |  |
| 1993        | Ekatarina Velika             | Neko Nas Posmatra            |  |
| 1993        | Piloti                       | Zaboravljeni                 |  |
| 1994        | Scarps                       | '94                          |  |
| 1994        | Plejboj                      | Sviraj Dečko                 |  |
| 1996        | Familija                     | BrateMurate                  |  |
| 1996        | Vlada Divljan Old Stars Band | Odbrana I Zaštita            |  |
| 1998        | Ekatarina Velika             | Samo Par Godina Za Nas       |  |
| 2000        | Vlada Divljan Old Stars Band | Sve Laži Sveta               |  |
| 2001        | Ceca                         | Decenija                     |  |
| 2001        | EKV                          | Kao U Snu - Live '91         |  |
| 2001        | Tap 011                      | Čudesna Ploča                |  |
| 2002        | Katarina II                  | Katarina II                  |  |
| 2005        | Marčelo                      | Puzzle Shock!                |  |
| 2009        | Lena Kovačević               | Dobar Dan Za Pevanje         |  |